# Liste der Biografien/Frac
Liste der Biografien |
Portal Biografien |
Personensuche
# |
A |
B |
C |
D |
E |
F |
G |
H |
I |
J |
K |
L |
M |
N |
O |
P |
Q |
R |
S |
T |
U |
V |
W |
X |
Y |
Z |
?
 
Fa |
Fe |
Ff |
Fh |
Fi |
Fj |
Fk |
Fl |
Fm |
Fn |
Fo |
Fr |
Ft |
Fu |
Fy
 
Fra |
Frc |
Fre |
Frg |
Fri |
Frk |
Frl |
Fro |
Frr |
Fru |
Fry
 
Fraa |
Frab |
Frac |
Frad |
Frae |
Fraf |
Frag |
Frah |
Frai |
Fraj |
Frak |
Fral |
Fram |
Fran |
Frao |
Frap |
Fraq |
Frar |
Fras |
Frat |
Frau |
Frav |
Fraw |
Fray |
Fraz
Die Liste der Biografien führt alle Personen auf, die in der deutschsprachigen Wikipedia einen Artikel haben. Dieses ist eine Teilliste mit 29 Einträgen von Personen, deren Namen mit den Buchstaben „Frac“ beginnt.

## Frac

### Fraca
- Fracanzani, Carlo (* 1935), italienischer Jurist und Politiker
- Fracanzano, Cesare (* 1605), italienischer Maler und Freskant des Frühbarock
- Fracanzano, Francesco (1612–1656), italienischer Maler des Naturalismus in der Barockzeit
- Fracassi di Torre Rossano, Domenico (1859–1945), italienischer Diplomat und Politiker, Abgeordneter und Senator
- Fracassi, Clemente (1917–1993), italienischer Filmproduzent und -regisseur
- Fracasso-Baacke, Ippazio (* 1960), italienisch-deutscher Bildender Künstler, und Art Music Video-Regisseur
- Fracastoro, Girolamo († 1553), italienischer Gelehrter der Renaissance, u. a. Dichter und ArztGirolamo Fracastoro († 1553)

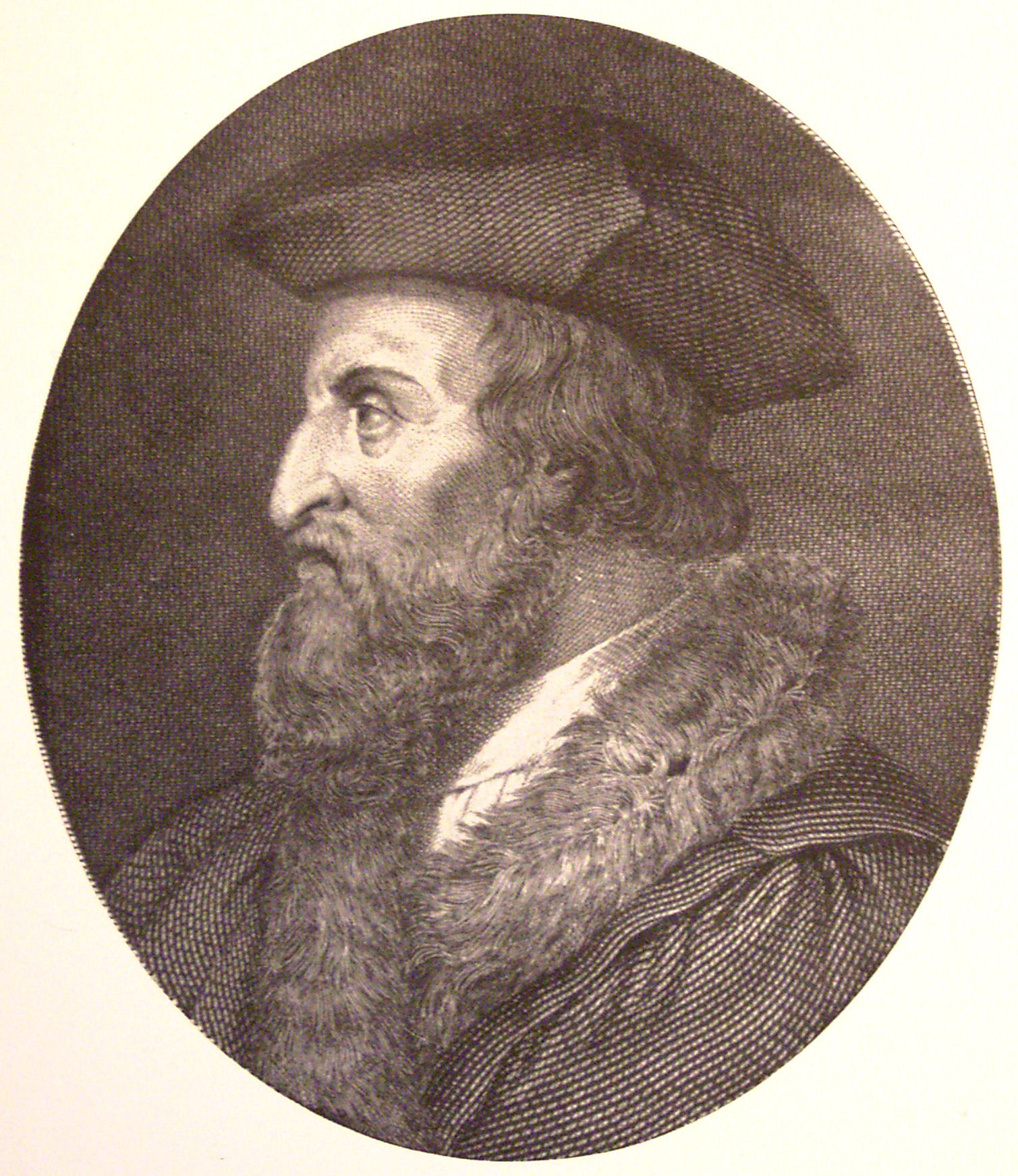
Girolamo Fracastoro († 1553)

### Fracc
- Fraccaro, Marco (1926–2008), italienischer Arzt und Genetiker
- Fraccaro, Plinio (1883–1959), italienischer Althistoriker
- Fraccaro, Riccardo (* 1981), italienischer Jurist und Politiker, Mitglied der Camera dei deputati
- Fraccaro, Simone (* 1952), italienischer Radrennfahrer
- Fraccaroli, Innocenzo (1805–1882), Bildhauer
- Fracci, Carla (1936–2021), italienische Tänzerin

### Frach
- Frach, Willi, deutscher Bahnradsportler
- Fracheboud, Pierre-Théodule (1809–1879), Schweizer Jurist und Politiker
- Frachetta, Girolamo (* 1558), italienischer Schriftsteller
- Frachon, Renée (1881–1983), französische Dichterin und Mäzenin

### Frack
- Frack, Julius (* 1975), deutscher Illusionist, Zauberkünstler und Illusionsberater
- Frackelton, Susan Stuart (1848–1932), US-amerikanische Kunstmalerin und Keramikkünstlerin
- Fracker, Henry (1907–1977), US-amerikanischer Filmtechniker
- Frąckiewicz, Antoni, polnischer Bildhauer in Kleinpolen
- Frąckowiak, Grzegorz (1911–1943), katholischer Ordensbruder, 1999 seliggesprochen
- Frąckowiak, Magdalena (* 1984), polnisches Model
- Frąckowiak, Maria, polnische Judenretterin
- Frackowiak, Richard (* 1950), britischer Neurologe und Neurowissenschaftler

### Fract
- Fraction, Matt (* 1975), US-amerikanischer Comicautor

### Fracz
- Frączkiewicz, Aleksander (1910–1994), polnischer Musikwissenschaftler und -pädagoge
- Frączkiewicz, Zbigniew (* 1946), polnischer Bildhauer
- Fraczyk, Stanislaw (* 1952), polnisch-österreichischer Tischtennisspieler